# Момас
Мома́с (фр. Momas) — коммуна во Франции, находится в регионе Аквитания. Департамент — Атлантические Пиренеи. Входит в состав кантона Арти-э-Пеи-де-Субестр. Округ коммуны — По.
Код INSEE коммуны — 64387.

## География
Коммуна расположена приблизительно в 640 км к югу от Парижа, в 155 км южнее Бордо, в 18 км к северу от По.
На юге коммуны протекает река Люи-де-Беарн и расположено озеро Эглонг (фр. Aiguelongue).

### Климат
Климат тёплый океанический. Зима мягкая, средняя температура января — от +5°С до +13°С, температуры ниже −10 °C бывают редко. Снег выпадает около 15 дней в году с ноября по апрель. Максимальная температура летом порядка 20-30 °C, выше 35 °C бывает очень редко. Количество осадков высокое, порядка 1100 мм в год. Характерна безветренная погода, сильные ветры очень редки.

## Население
Население коммуны на 2010 год составляло 545 человек.
| 1962 | 1968 | 1975 | 1982 | 1990 | 1999 | 2010 |
| ---- | ---- | ---- | ---- | ---- | ---- | ---- |
| 308  | 289  | 300  | 325  | 374  | 391  | 545  |

## Администрация
| Период | Период | Фамилия        | Партия | Примечания |
| ------ | ------ | -------------- | ------ | ---------- |
| 1995   | 2008   | Франсис Барада |        |            |
| 2008   | 2020   | Даниэль Эстрад |        |            |

## Экономика
В 2010 году среди 358 человек трудоспособного возраста (15-64 лет) 282 были экономически активными, 76 — неактивными (показатель активности — 78,8 %, в 1999 году было 71,8 %). Из 282 активных жителей работали 259 человек (138 мужчин и 121 женщина), безработных было 23 (8 мужчин и 15 женщин). Среди 76 неактивных 38 человек были учениками или студентами, 22 — пенсионерами, 16 были неактивными по другим причинам.

## Достопримечательности
- Замок Виван (XVI век). Исторический памятник с 1989 года[4]

## Фотогалерея

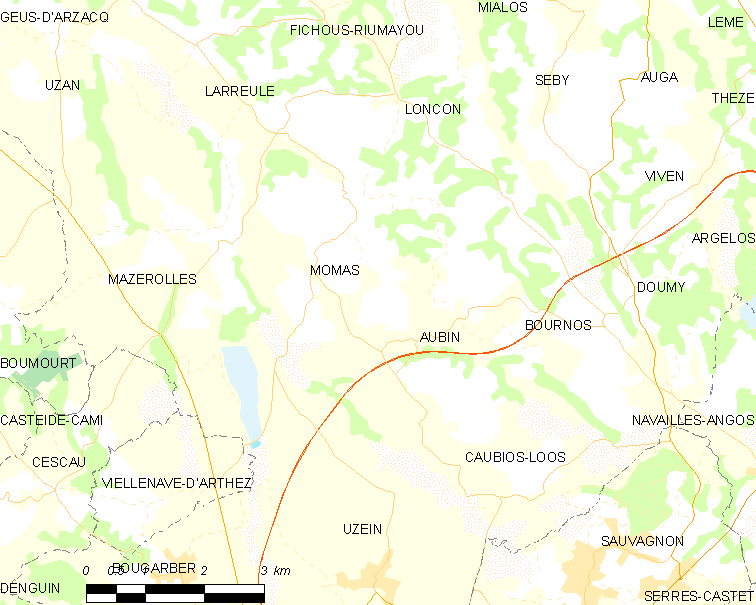
Карта коммуны